# Billingshurst
Billingshurst è una cittadina di 6.531 abitanti della contea del West Sussex, in Inghilterra.